# مارشال إم. سلون
مارشال إم. سلون (بالإنجليزية: Marshall M. Sloane)‏ هو شخصية أعمال أمريكي، ولد في 15 أبريل 1926، وتوفي في 6 أبريل 2019.